# Hetaerina rudis
Hetaerina rudis – gatunek ważki z rodziny świteziankowatych (Calopterygidae). Występuje na terenie Ameryki Środkowej.